# Simon & Schuster

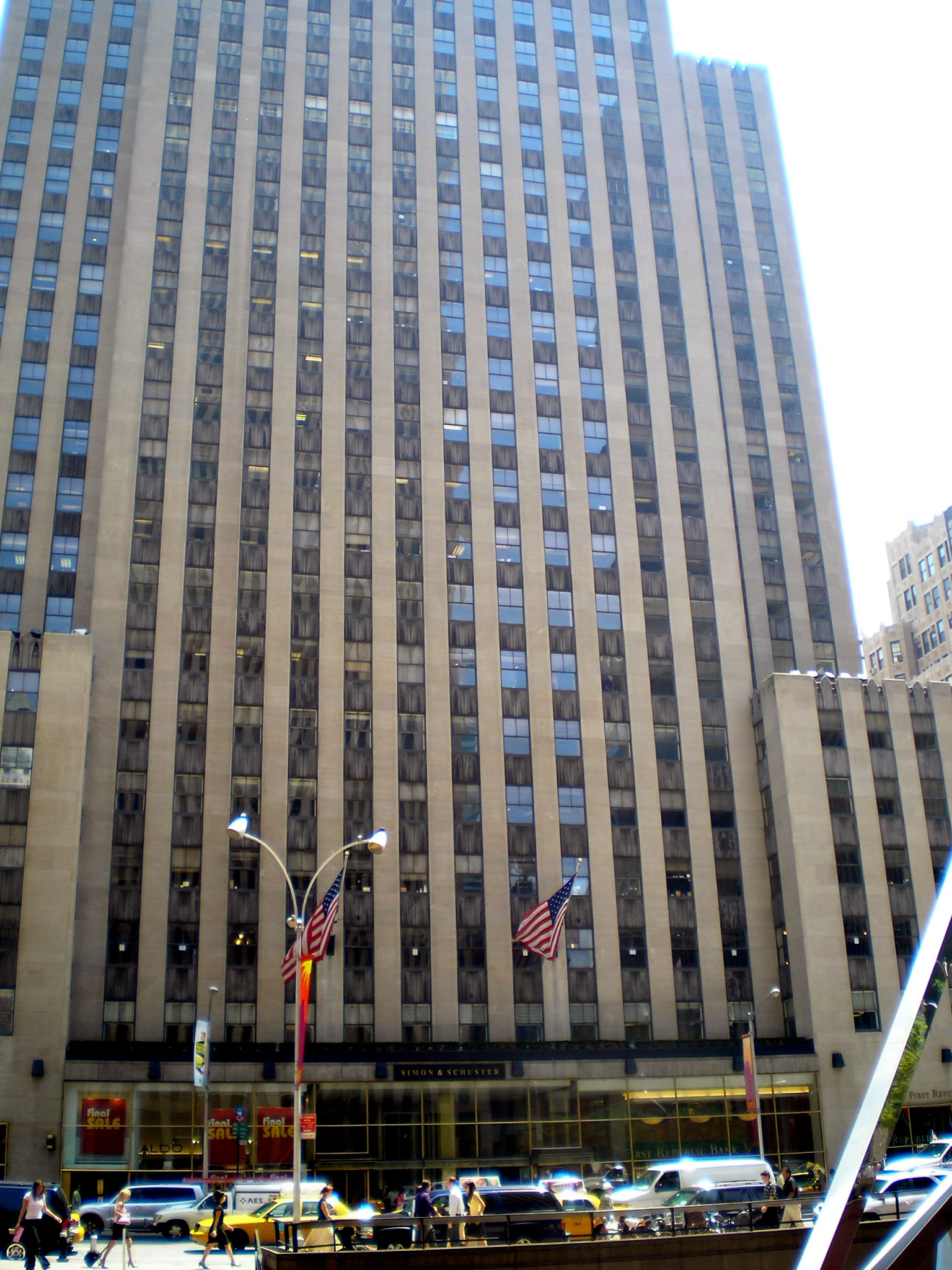
Kantoor van Simon & Schuster, onderdeel van het Rockefeller Center in New York

Simon & Schuster, Inc. is een Amerikaanse uitgeverij in handen van Kohlberg Kravis Roberts & Co.. Het publiceert papieren en digitale boeken en audioboeken.
Ze is opgericht in 1924 door Richard Simon en Lincoln Schuster. De eerste publicatie was een kruiswoordpuzzelboek.
In 1939 lanceerde Simon & Schuster samen met Robert F. de Graff Pocket Books, goedkope paperbacks in een handig klein formaat. De eerste Pocket Books waren herdrukken van bestsellers en klassiekers als Wuthering Heights van Emily Brontë of The Murder of Roger Ackroyd van Agatha Christie.
In 1944 werden de firma Simon & Schuster en Pocket Books verkocht aan de warenhuismagnaat Marshall Fields. Na diens dood in 1957 werd ze terug overgenomen door Simon, Schuster, Leon Shimkin en James M. Jacobson die in diverse combinaties eigenaar waren tot 1977. Toen kwamen ze in handen van het internationaal conglomeraat Gulf & Western, dat in 1989 werd geherstructureerd tot Paramount Communications. Dat werd in 1994 overgenomen door Viacom. Sedert 2006 behoort Simon & Schuster tot de CBS Corporation, die toen afsplitste van Viacom.
Simon & Schuster heeft sinds 1984 verschillende belangrijke overnames gedaan, onder meer van Prentice Hall en de Macmillan Publishing Company in 1994. In 1997 kwam de jaaromzet boven de US$ 2 miljard uit. Het is een belangrijke uitgeverij met activiteiten in vele domeinen, gaande van populaire fictie, tot wetenschappelijke en educatieve boeken, kinderboeken en non-fictie, waaronder biografieën en memoires, geschiedenis, politiek en kookboeken. In 1998 werd de educatieve afdeling van Simon & Schuster verkocht aan het Britse bedrijf Pearson Plc voor US$ 4,6 miljard.
Simon & Schuster publiceerde in 2000 het eerst e-boek met de totel Riding the Bullet van Stephen King. Simon & Schuster publiceert ook de boeken van Hillary Rodham Clinton.
In 2019 behaalde het een jaaromzet van zo'n US$ 800 miljoen en verkocht in zo'n 200 landen boeken en andere publicaties. Het was het kleinste bedrijfsonderdeel van ViacomCBS en maakte in 2019 slechts 3% van de totale concernomzet uit.
In mei 2020 werd Jonathan Karp benoemd tot president en CEO van Simon & Schuster.  
In november 2020 maakte Penguin Random House een overnamebod bekend van zo'n US$ 2,2 miljard. Met de overname van Simon & Schuster zou de positie in Noord-Amerika aanzienlijk worden versterkt. Op 31 oktober 2022 besloot een Amerikaanse rechter de overname te verbieden. De reden voor het verbod was de vermindering van de concurrentie in de boekenmarkt.
In 2023 werd het concern voor US$ 1,62 miljard gekocht door private-equityfonds Kohlberg Kravis Roberts & Co. (KKR), die bekend staat als een vrij agressieve durfinvesteerder en in een recente publicatie "plunderaars" werden genoemd.
In mei 2024 nam Simon & Schuster het Nederlandse uitgeefconcern VBK over, hun eerste Europese onderdeel.